# Dodecaibidion
Dodecaibidion is een kevergeslacht uit de familie van de boktorren (Cerambycidae). De wetenschappelijke naam van het geslacht werd voor het eerst geldig gepubliceerd in 1962 door Martins.

## Soorten
Dodecaibidion omvat de volgende soorten:
- Dodecaibidion bolivianum Martins & Galileo, 2012
- Dodecaibidion brasiliense Martins, 1962
- Dodecaibidion modestum Martins, 1970
- Dodecaibidion ornatipenne Martins, 1970